# ژان-لوک دوبار
ژان-لوک دوبار (به فرانسوی: Jean-Luc Dubart) نویسنده، متل‌نویس، مقاله‌نویس، نمایشنامه‌نویس، شاعر و روزنامه‌نگار قرن بیستم میلادی اهل فرانسه است.